# Partido Antirrevolucionário Holandês
O Partido Antirrevolucionário (holandês: Anti-Revolutionaire Partij, ARP) foi um partido conservador e democrático cristão protestante nos Países Baixos, fundado em 1879 por Abraham Kuyper, um teólogo e ministro neocalvinista, primeiro ministro dos Países Baixos entre 1901 e 1905. Em 1918 uma ala mais conservadora do partido fundou o Partido Político Reformado. Em 1980 o partido fundiu-se com o Partido do Povo Católico (KVP) e a União Histórica Cristã (CHU) para formar o Apelo Democrata Cristão (CDA).

## História antes de 1879
O movimento parlamentar antirrevolucionário existia desde a década de 1840. Representou tendências ortodoxas dentro da Igreja Reformada Holandesa. Sob a liderança de Guillaume Groen van Prinsterer, os antirrevolucionários se tornaram uma força política real, que se opunha às tendências liberais dentro da Igreja Reformada Holandesa e às tendências liberais dentro da política holandesa. Seus três valores foram "Deus, a Holanda e a Casa de Orange"[carece de fontes?].
Uma questão importante era a educação pública, que na visão dos antirrevolucionários deveria ser de natureza protestante-cristã. Os antirrevolucionários tinham laços com o movimento de abril, que se opunha ao restabelecimento oficial dos bispados católicos romanos, e um relacionamento misto com os liberal-conservadores na Câmara dos Deputados, que também se opunham às reformas do sistema social e político, mas muitas vezes com base em uma mistura de protestantismo liberal e humanismo secular. Durante a década de 1860, Groen van Prinsterer se afastou de seus aliados conservadores. Ele também começou a reformular seus ideais protestantes-cristãos, e começou a implorar por "souvereiniteit in egigen kring", esferas de soberania, ao invés de teocracia. Isso significava que, em vez de uma sociedade protestante-cristã, Groen van Prinsterer queria uma sociedade protestante dentro de uma sociedade pluralista. Protestantes ortodoxos teriam suas próprias igrejas, escolas, jornais, partidos políticos e clubes esportivos. Isso estabeleceu a base para a pilarização, que deveria dominar a sociedade holandesa entre 1880 e 1960.
Em 1864, Groen van Prinsterer começou a se corresponder com um jovem teólogo reformado holandês chamado Abraham Kuyper. Kuyper foi fortemente influenciado pelas ideias de Groen van Prinsterer e começou a colocar em prática o ideal de uma sociedade protestante ortodoxa dentro da sociedade holandesa.

## Fundação, dissidência fundadora do SGP e fusão formadora do CDA
Em 3 de abril de 1879, Abraham Kuyper fundou o ARP, como parte da maior sociedade protestante ortodoxa separada dentro da sociedade. Foi o primeiro partido político nacionalmente organizado na Holanda. Uma petição de 1878 para pagamento igual para escolas religiosas tornou-se um dos catalisadores para a fundação do movimento político. Em 1877, Kuyper já havia escrito "Nosso Programa", no qual os ideais políticos do ARP foram escritos. Em torno do ARP, a sociedade protestante separada começou a crescer: muitas escolas protestantes foram fundadas, uma universidade protestante (a Universidade Livre foi fundada em 1880) e um jornal (De Standaard). Em 1886, Kuyper libertou-se da liberal Igreja Reformada Holandesa (em holandês: Nederlands-Hervormde Kerk) para fundar as Igrejas Reformadas na Holanda em 1892 (em holandês: Gereformeerde Kerken Nederland).
O ARP tinha um objetivo político prático: equalização do pagamento entre escolas públicas e religiosas. Tinha uma estratégia política: a antítese entre partidos religiosos e não religiosos, o que significava que ele procurava romper a cooperação entre liberais e católicos e criar uma aliança entre católicos e protestantes.
Após a introdução do sufrágio universal, o ARP nunca recebeu mais de vinte por cento dos votos. A eleição de 1918 forneceu um teste decisivo para o partido, onde o partido ganhou dois assentos adicionais. Os três partidos confessionais conquistaram 50 cadeiras e formaram um novo gabinete, liderado pelo católico Charles Ruijs de Beerenbrouck. O ARP forneceu três ministros e o ex-primeiro ministro Theo Heemskerk tornou-se Ministro da Justiça. Um grupo de antirrevolucionários preocupados, liderados por Gerrit Kersten, fundou o Partido Político Reformado, que se opunha ao sufrágio universal e à cooperação com os católicos.
Em meados da década de 1970, um processo de fusão começou entre o KVP, o ARP e o CHU. Em 1974, fundaram uma federação chamada Apelo Democrata-Cristão (CDA). Na formação de uma identidade democrática cristã comum, o antirrevolucionário Aantjes desempenhou um papel decisivo: ele orienta o partido para o sermão do Monte, onde Cristo diz que os cristãos devem vestir os nus e alimentar os famintos. Na eleição de 1977, eles fizeram campanha juntos como CDA. Alguns proeminentes antirrevolucionários, como Aantjes, não concordaram com o gabinete da CDA/VVD que foi formado após a eleição, e queriam continuar com o PvdA, no entanto, eles apoiavam politicamente o gabinete. Um grupo desses antirrevolucionários deixou o CDA em 1981 para fundar o partido de esquerda Christian Evangelical People's Party (EVP), que posteriormente se uniu a outros partidos formando a Esquerda Verde. Embora o ARP tenha sido uma das forças dominantes no partido resultante da fusão, foi apenas em 2002 que um membro do CDA com raízes antirrevolucionárias se tornou primeiro-ministro, Jan Peter Balkenende.